# Brygady Marriotta

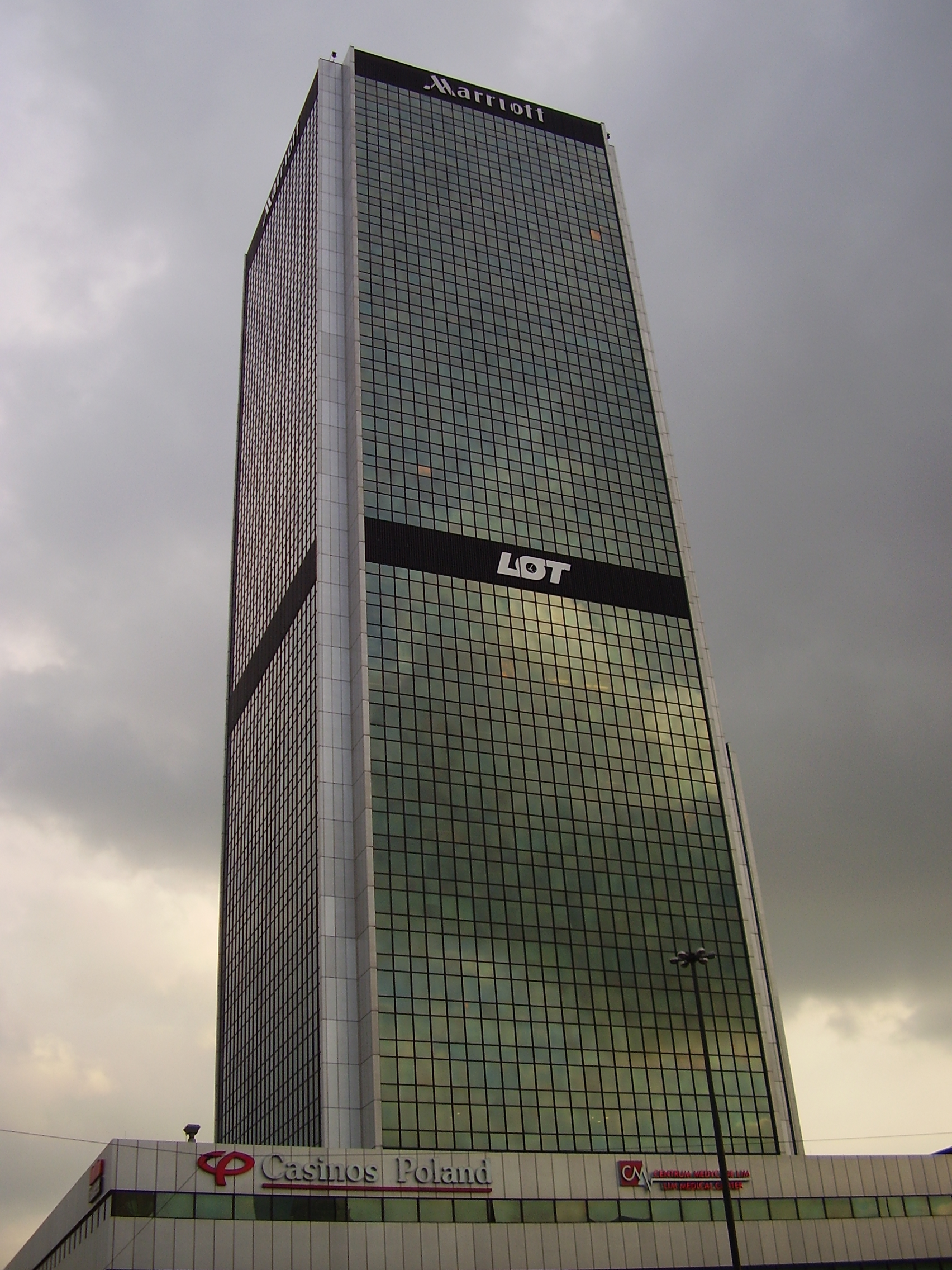
Hotel Marriott w Warszawie

Brygady Marriotta – ironiczny przydomek, który polska prasa w okresie transformacji systemowej nadała zagranicznym konsultantom doradzającym rządowi RP w procesie budowy gospodarki wolnorynkowej, w tym przy przeprowadzaniu prywatyzacji. Nawiązywał on do najdroższego podówczas w Warszawie hotelu Marriott, uważanego za ulubione miejsce pobytu zagranicznych doradców.
Członkowie „Brygad Marriotta” reprezentowali zazwyczaj międzynarodowe instytucje finansowe i dawców pomocy rozwojowej – np. Bank Światowy, Międzynarodowy Fundusz Walutowy, EWG, czy USAID – bądź też prywatne firmy konsultingowe działające na ich zlecenie. W Polsce przebywali zazwyczaj na krótkoterminowych kontraktach. 
Ich działalność była negatywnie oceniana przez część polskiej opinii publicznej oraz przez część środowisk politycznych, eksperckich i opiniotwórczych. W ocenie Macieja Bałtowskiego „określenie »brygady Marriotta« stało się istotnym elementem społecznej dezaprobaty dla prywatyzacji”. Zagraniczni doradcy byli w szczególności krytykowani przez nich za nieznajomość polskich realiów, przekładającą się na niewielką przydatność ich ekspertyz. Zarzucano im ponadto, że ze względu na swe bardzo wysokie zarobki, wynoszące zazwyczaj od 20 tys. do 25 tys. dolarów za osobomiesiąc, stali się głównymi beneficjentami pomocy ekonomicznej, którą udzielały Polsce państwa i organizacje świata zachodniego.
Określenie „brygady Marriotta” narodziło się w Polsce, lecz bywało stosowane także w odniesieniu do zachodnich doradców działających w innych państwach postkomunistycznych.